# As Mulatas
As Mulatas és una pintura a l'oli de l'artista brasiler Di Cavalcanti, realitzada el 1962. Considerada emblemàtica i històrica, l'obra forma part de la col·lecció exposada a l'entresòl del tercer pis del Palau del Planalto, a Brasília.
Va ser vandalitzada en el context de l'assalt a la Plaça dels Tres Poders de Brasília el gener de 2023, amb diverses perforacions a la tela.